# Immuntoleranz
Die Immuntoleranz umfasst immunologische Prozesse in Wirbeltieren zur Vermeidung einer Immunreaktion.

## Eigenschaften
Die Immuntoleranz wird in zwei Bereiche unterteilt, die zentrale und die periphere Toleranz. Die zentrale Toleranz beschreibt die Negativselektion durch induzierte Apoptose oder Anergie von B- und T-Zellen im Knochenmark bzw. im Thymus. Die periphere Toleranz beschreibt die Minderung der Immunantwort außerhalb dieser lymphatischen Organe, z. B. bei einer Hyposensibilisierung oder bei autoreaktiven T- und B-Zellen, welche die Negativselektion überlebt haben.
Zentrale Toleranz entsteht bei der Entwicklung von T-Lymphozyten im Thymus. Hierbei spielt der Prozess der Negativ- und Positivselektion die wichtigste Rolle. Um sich zu reifen T-Lymphozyten entwickeln zu können, müssen die so genannten doppelt positiven Lymphozyten (CD4+ CD8+) eine Reihe von „Tests“ durchlaufen. Hierbei bindet der T-Zell-Rezeptor (engl.: T cell receptor, TCR) an MHC-I- und MHC-II-Moleküle, die von den Thymus-Epithelzellen exprimiert werden und körpereigene Peptide tragen. Ist diese Bindung nicht möglich, ist also der TCR nicht in der Lage, MHC-Moleküle zu erkennen, bekommt die Zelle kein Überlebenssignal und geht in den apoptotischen Zelltod. Man spricht vom death by neglect, dem Tod durch Vernachlässigung. Die T-Zelle wird nicht positiv selektioniert. Ist die Bindung an MHC jedoch zu stark, kommt es zu einer Überaktivierung der T-Zelle und sie geht ebenfalls apoptotisch zugrunde, sie wird negativ selektioniert. Letztendlich überleben nur T-Zellen, die mit mäßiger Affinität MHC binden können. Diese haben bewiesen, dass sie in der Lage sind, MHC zu erkennen (funktionstüchtig), aber auf der anderen Seite nicht durch MHC-Komplexe mit körpereigenen Peptiden aktiviert werden können, also nicht autoreaktiv sind. Die Expression von Autoantigenen in Thymuszellen wird durch AIRE induziert.
Nur etwa 1 bis 2 % aller T-Zellen, die im Thymus reifen, überleben diesen Prozess der Selektion.
Da jedoch nicht alle körpereigenen Peptide – die Selbstantigene – im Thymus präsentiert werden, sondern in der Körperperipherie weitere Antigenepitope vorkommen, bemüht sich der Organismus um die periphere Toleranz. Sie wird hauptsächlich durch drei Mechanismen aufrechterhalten:
1. Anergie
Wird einer T-Zelle ein Antigen ohne Co-Stimulation präsentiert, so geht diese T-Zelle in die Anergie, das heißt, sie lebt zwar weiter, kann jedoch nicht mehr aktiviert werden, auch nicht durch spätere Antigenpräsentation durch eine APC.
2. Deletion
Wird einer T-Zelle ein Antigen fortwährend in hohen Konzentrationen präsentiert, stirbt diese T-Zelle in der Apoptose. Gleiches geschieht auch, wenn eine T-Zelle kurze Zeit nach einer Aktivierung erneut aktiviert wird.
3. Suppression durch regulatorische T-Zellen 
Auf diesem Gebiet wird noch intensiv geforscht. Sicher ist bisher nur die Existenz einer sogenannten CD25+ regulatorischen T-Zelle. Diese schüttet die Zytokine TGF-β und Interleukin-10 aus und hemmt damit andere T-Zellen in ihrer Umgebung. Zu dieser Hemmwirkung ist ebenfalls ein direkter zellulärer Kontakt nötig.

Weiterhin wird die Existenz von zwei weiteren regulatorischen T-Zellen postuliert:
- Die TH3-Zelle, die TGF-β sezerniert.
- Die Tr1-Zelle, die Interleukin-10 sezerniert.

Regulatorische T-Zellen spielen eine große Rolle bei der Ausbildung der funktionellen Schranke des Immunsystems bei den sogenannten immunprivilegierten Organen, wie Auge, Hoden und dem Fetus während der Schwangerschaft.

### Selbsttoleranz
Als Selbsttoleranz wird die Fähigkeit der Immunsysteme höherer Organismen bezeichnet, körpereigene Stoffe als solche zu erkennen, um sie von abzuwehrenden körperfremden Stoffen zu unterscheiden. Um Krankheitserreger, wie Bakterien, Viren, Pilze und Parasiten abwehren zu können, muss es einem Organismus möglich sein, sie eindeutig als fremd zu erkennen. Antigene, die als körpereigen identifiziert werden, werden hingegen vom Immunsystem toleriert. Die Ausbildung einer Selbsttoleranz geschieht sowohl zentral als auch peripher.

### Fremdtoleranz
Körperfremde Antigene werden nicht im Thymus oder Knochenmark gebildet, daher kommen sie im Zuge der Ausbildung der zentralen Toleranz nicht vor. Dennoch werden manche körperfremde Antigene toleriert, sofern keine gleichzeitigen Aktivierungssignale des Immunsystems vorliegen, z. B. in den Schleimhäuten von Darm, Mund, der Lunge oder auf der Haut. In diesen Organen kommen besonders viele körperfremde Antigene vor und es kann dort auch eine Immunantwort erfolgen, jedoch werden apathogene Moleküle normalerweise toleriert, z. B. aus der Nahrung. Die Toleranzbildung erfolgt daher peripher. Die Nahrungsmitteltoleranz wird unter Beteiligung der M-Zellen im Darm vermittelt. Bei Allergien wird, obwohl antigenspezifische Immunzellen vorhanden sind, im Zuge einer Hyposensibilisierung eine periphere Fremdtoleranz induziert.